# الزاوية السفلى (الزاوية)
الزاوية السفلى هو دُوَّار يقع بجماعة كفايت، إقليم جرادة، جهة الشرق في المملكة المغربية. ينتمي الدوّار لمشيخة الزاوية التي تضم دوارين. يقدر عدد سكانه بـ 451 نسمة حسب الإحصاء الرسمي للسكان والسكنى لسنة 2004.

## روابط خارجية
- البوابة الوطنية للجماعات الترابية
- المندوبية السامية للتخطيط